# Глатињи (Оаза)
Глатињи (фр. Glatigny) насеље је и општина у североисточној Француској у региону Пикардија, у департману Оаза која припада префектури Бове.
По подацима из 2011. године у општини је живело 216 становника, а густина насељености је износила 59,5 становника/km². Општина се простире на површини од 3,63 km². Налази се на средњој надморској висини од 195 метара (максималној 218 m, а минималној 134 m).

## Демографија
| 1962. | 1968. | 1975. | 1982. | 1990. | 1999. | 2011. |
| ----- | ----- | ----- | ----- | ----- | ----- | ----- |
| 112   | 130   | 114   | 104   | 133   | 150   | 216   |

График промене броја становника у току последњих година